# María Escobar (película de 2002)
María Escobar es una película paraguaya de drama y romance dirigida por Galia Giménez, estrenada en 2002, en cines de Paraguay. Se inspira en la letra de una canción homónima del folclore paraguayo, escrita por el poeta popular Emiliano R. Fernández. Con una estimación de 25.000 espectadores, fue la película paraguaya más taquillera del siglo actual, hasta que fue desbancada por Libertad en mayo del año 2012, que, y que totalizó 36.808 tickets en el circuito de cines. En 2018, se ubicó en el séptimo lugar del ranking de taquilla del cine paraguayo.

## Sinopsis
María Escobar está inspirada en la canción de Emiliano R. Fernández, popularizada en una versión grabada por los músicos Óscar Pérez y la Alegre Fórmula Nueva. Críspula regresa de su pueblo con su prima María, a quien trae para trabajar con la vecina de su patrona. Juan, quien siempre amó a María, llega tras ella a la capital para llevarla de vuelta a su pueblo. Pero ella se involucra con un nuevo amigo, Erasmo, quien harto de la difícil vida en su hogar se va de la casa y consigue un buen pasar, gracias a negocios ilegales

## Producción
María Escobar es el primer largometraje argumental realizado en el Paraguay por la directora Galia Giménez. Anteriormente dirigió el mediometraje Las gaviotas no hablan inglés (1996) y posteriormente Réquiem por un soldado, que se estrenó en junio de 2003.
Giménez es la primera paraguaya que obtuvo una maestría en puesta en escena y dirección cinematográfica en el Instituto de Cine de Moscú. También es la primera paraguaya que tomó cursos de actuación y dirección en la Escuela Internacional de Cine de San Antonio de los Baños (Cuba).
En el 2002, con la producción de Ramón Aguayo de la empresa “PY Entretenimientos”, Galia Giménez dirige y estrena María Escobar, su segundo largometraje, con la actuación de las debutantes Julia Gómez y Ruth Ferreira, el actor de teatro popular Avelino Ruiz Díaz y Christian Pérez (Réquiem por un Soldado). El guion de Galia Giménez está basado en una idea original de ella misma, de Manuel Cuenca y Ramón Aguayo.

## Festivales
En septiembre de 2002, María Escobar y Réquiem por un soldado se estrenaron en el Festival de Cine Latinoamericano de Washington, en Estados Unidos, con la presencia de Galia Giménez y Manuel Cuenca.
En abril de 2005, el film se proyectó en el Festival de Cine Latino de Chicago.
En marzo de 2008, María Escobar recibió aplausos en el marco del primer Festival de Cine Contemporáneo de América Latina de Moscú, en Rusia, donde obtuvo el Premio del Público.

## Taquilla
María Escobar se convirtió en el primer éxito de taquilla del cine paraguayo en el siglo 21, y estableció el inicio de una continuidad en la producción de obras audiovisuales de Paraguay. De acuerdo a su productor, la película romántica de Galia Giménez alcanzó unos 25 mil espectadores en el circuito comercial de cines.